# Protohermes motuoensis
Protohermes motuoensis là một loài côn trùng trong họ Corydalidae thuộc bộ Megaloptera. Loài này được X.-y. Liu & D. Yang miêu tả năm 2006.